# Fred Hidalgo
Pour les articles homonymes, voir Hidalgo.
Fred Hidalgo, né le 1er avril 1949 à Dreux, est une personnalité française de presse et d’édition.
Il est le créateur de plusieurs journaux français (dont le magazine mensuel Paroles et Musique en 1980, auquel succède en 1992 la revue trimestrielle Chorus, sous-titrée « Les Cahiers de la chanson »), éditeur depuis 1984 de livres de référence sur la chanson[réf. nécessaire]. 

## Biographie

### De l’enfance aux débuts professionnels
Fils de réfugiés républicains espagnols et neveu du peintre catalan Antoni Garcia i Lamolla, son adolescence est marquée par sa rencontre avec Frédéric Dard (alias San-Antonio), qui, à la suite d'une correspondance entre eux, se déplace spécialement chez ses parents en 1965 pour faire sa connaissance. Avec son accord, il crée alors le « Club San-Antonio » et rédige un bulletin trimestriel d’information, Le Petit San-Antonien, sur les activités de l'écrivain et tout ce qui concerne l’univers de San-Antonio. Après son Bac, Fred Hidalgo suit des études de journalisme à Paris et, diplômé en 1971, fait aussitôt ses débuts dans le métier dans la presse régionale (à L’Action Républicaine de Dreux, puis à La République du Centre), avant d’effectuer son service national au Gabon au titre de la Coopération, à l’Agence Gabonaise de Presse (1971-1972).

### Afrique
Avec Mauricette Lhermitte qu’il épouse le 2 octobre 1971 (ils auront deux filles, Christine et Hélène), ils créent de toutes pièces la presse écrite au Gabon[réf. nécessaire] en lançant L'Union, d’abord hebdomadaire, en mars 1974, puis quotidien national à partir du 30 décembre 1975, devenu à leur départ (après avoir formé parallèlement une équipe de journalistes gabonais) le troisième quotidien national d’Afrique noire[réf. nécessaire]. Avant de regagner l’Hexagone, Fred Hidalgo publie un recueil de nouvelles et un guide touristique. En 1977, après avoir suivi les travaux de la délégation ministérielle québécoise venue à Libreville pour tenter d’y organiser la seconde Superfrancofête de la chanson (la première avait eu lieu en août 1974 à Québec), il revient en France pour lancer (avec son épouse et leur confrère Louis Bresson) un hebdomadaire régional culturel et de loisirs, Forum du Pays Drouais, dont le premier numéro paraît le 2 décembre 1977[réf. nécessaire].
En mai 1978, à la suite de la création de L’Union au Gabon, Fred Hidalgo est sollicité[réf. nécessaire] par la république de Djibouti, nouvellement indépendante, pour relancer sa presse nationale « héritée de la coloniale », avec le titre de Conseiller à l’Information à la Présidence de la République[réf. nécessaire]. Il travaille notamment à la refonte de l’hebdomadaire Le Réveil de Djibouti qui deviendra La Nation en 1980 (suscitant entre-temps un grand débat sur la question de l’infibulation et des mutilations sexuelles féminines dans la Corne de l’Afrique), année au cours de laquelle il choisit, avec son épouse Mauricette, de rentrer en France pour créer le magazine musical qui faisait jusqu’alors défaut à la chanson francophone[Interprétation personnelle ?]. Auparavant, il a écrit le premier[réf. nécessaire] guide consacré à la république de Djibouti.

### Paroles et Musique(«Le Mensuel de la chanson vivante»)
Publié par les Éditions de l’Araucaria, SARL de presse qu’ils fondent pour l’occasion, Fred et Mauricette Hidalgo sortent le no 1 de Paroles et Musique, sous-titré « Le Mensuel de la chanson vivante », à la mi-juin 1980. En 1982, Fred Hidalgo est nommé, par Maurice Fleuret, directeur de la Musique et de la Danse au ministère de la Culture, membre de la Commission consultative nationale pour la chanson et les variétés, présidée par Charles Trenet (aux côtés de Max Amphoux, Jacques Bertin, Patrice Blanc-Francard, Jean-Michel Boris, Jean-Pierre Bourtayre, Daniel Colling, Philippe Constantin, Jean Dufour, Michel Jonasz, Marc Ogeret, François Rauber et Roger Siffer), pour travailler à des propositions visant à mieux rendre compte de la réalité de la chanson française dans l’audiovisuel et à « contribuer à la définition d'une politique nationale pour la chanson et les variétés ». Directeur-rédacteur en chef de Paroles et Musique jusqu’en avril 1990, date de sa disparition à la suite d'un rapprochement fin 1987 avec l’hebdomadaire L’Événement du Jeudi, il se lance parallèlement dès 1984 dans l’édition de livres sur la chanson.

### Édition
Il publie les premières biographies de certains chanteurs français, d’abord éditées par Paroles et Musique puis coéditées avec Robert Laffont à partir de 1985. Il dirige le label « Paroles et Musique / Seghers », assurant d’autre part la direction de plusieurs ouvrages de la collection « Poésie et Chansons » chez Seghers. En 1989, Fred et Mauricette Hidalgo créent leur propre label éditorial, « Hidalgo Éditeur », pour continuer d’éditer (ou de coéditer) d’autres livres de référence sur la chanson.

### Chorus («Les Cahiers de la chanson»)
Le 21 septembre 1992, Mauricette (directrice de la publication et secrétaire générale de la rédaction) et Fred Hidalgo (directeur de la rédaction et rédacteur en chef) donnent une suite à Paroles et Musique en créant la revue trimestrielle Chorus (Les Cahiers de la chanson qui est considérée comme « la bible de la chanson francophone »[réf. nécessaire]. Avec 196 pages, chaque numéro couvre l’actualité de l’espace francophone, tout en consacrant une part importante au patrimoine et à la découverte des nouveaux talents, constituant au fil du temps une encyclopédie vivante de la chanson. Celle-ci disparaît durant l’été 2009, à la suite de la reprise un an plus tôt de sa société éditrice par un éditeur indépendant censé assurer la continuité du titre après le départ à la retraite de ses fondateurs. Une émission exceptionnelle diffusée le 10 octobre suivant sur Europe 1, « On connaît la musique fait Chorus » (de Thierry Lecamp), montre l’attachement extrêmement fort du monde de la chanson francophone à cette revue à travers la présence et les témoignages de ses principaux artistes, toutes générations confondues[réf. nécessaire].

### Livres
Après avoir coédité en 1998 le livre de Marc Robine Grand Jacques, Le Roman de Jacques Brel, Fred et Mauricette Hidalgo onnt créé avec Claude Durand, président de Fayard, un « Département chanson » en coédition. Une vingtaine d’ouvrages de référence en tous genres ont été publiés depuis 2003, sous la direction littéraire de Fred Hidalgo, à commencer par le récit et le contenu de la rencontre entre Brel, Brassens et Ferré, Trois hommes dans un salon, organisée par François-René Cristiani et illustrée par Jean-Pierre Leloir.

## Ouvrages publiés

### En tant qu’auteur (outre des préfaces et postfaces sur divers artistes)
- 1973 : Destination Afrique, nouvelles [sous pseudonyme], éditions M. et I., Rabat.
- 1976 : Le Gabon, guide culturel et touristique [sous pseudonyme], Éd. Solar, Paris.
- 1979 : République de Djibouti, guide culturel et touristique, ODT, Djibouti (OCLC 251761205).
- 1991 : Putain de chanson, anthologie de Paroles et Musique, Le Petit Véhicule, Nantes  (ISBN 978-2-9066-5533-1).
- 2004 : Cabrel, Goldman, Simon, Souchon : Les Chansonniers de la table ronde, Fayard/Chorus  (ISBN 978-2-2136-2092-3).
- 2013 : Jacques Brel : L'aventure commence à l'aurore, L'Archipel  (ISBN 978-2-8098-1239-8).
- 2016 : La mémoire qui chante (Journal d'un échanson), Hidalgo Éditeur (ISBN 978-2-9558590-0-1).
- 2016 : Jean-Jacques Goldman : Confidentiel, L'Archipel  (ISBN 978-2-8098-2062-1).
- 2018 : Jacques Brel : Le Voyage au bout de la vie, L'Archipel  (ISBN 978-2-8098-2487-2).
- 2022 (avril) : San-Antonio poussa la porte et Frédéric Dard entra (1921-1971) et San-Antonio sans alter ego (1971-2021), édition collector en deux tomes du Roman de San-Antonio, numérotée et signée par l'auteur.
- 2022 (novembre) : Le Roman de San-Antonio, tome 1 (San-Antonio poussa la porte et Frédéric Dard entra, 1921-1971)  (ISBN 978-2-37320-087-4), et tome 2 (San-Antonio sans alter ego, 1971-2021)  (ISBN 978-2-37320-088-1), Balzac Éditeur.
- 2024 (décembre) : Le Roman de San-Antonio, édition intégrale révisée et enrichie par l’auteur (824 pages + cahier photo 16 pages, couverture cartonnée et toilée, titraille gaufrée et dorée, avec jaquette), Hidalgo Éditeur  (ISBN 978-2-9558590-3-2)

### En tant qu’éditeur, directeur de collection et/ou d’ouvrage
- Chanson vivante, de Lucien Nicolas (Éditions de l’Araucaria/Paroles et Musique, 1984).
- La Chanson de Jacques Bertin, par Lucienne Schlernitzauer (Éd. de l’Araucaria/Paroles et Musique, 1986).
- Le Roman de Coluche, par Frank Tenaille (Paroles et Musique/Seghers, 1986).
- Léo Ferré, La Mémoire et le Temps, par Jacques Layani (Paroles et Musique/Seghers, 1987).
- Kassav’, par Philippe Conrath (Le Club des Stars/Seghers, 1987)
- Toure Kunda, par Frank Tenaille (Le Club des Stars/Seghers, 1987).
- Francis Cabrel, par Marc Robine (Le Club des Stars/Seghers, 1987).
- Alain Bashung, par Jean-Jacques Jelot-Blanc (Le Club des Stars/Seghers, 1987).
- Thierry Le Luron, Il m’appelait Maboule…, de Bernard Mabille (Éd. de l’Araucaria/Le Club des Stars-Seghers, 1987).
- Pink Floyd, par Jean-Marie Leduc (Le Club des Stars/Seghers, 1987).
- Sapho, par Salah Guemriche (Poésie et Chansons, Seghers [directeur d’ouvrage, non crédité], 1988).
- Hubert-Félix Thiéfaine (Poésie et Chansons, Seghers [directeur d’ouvrage, non crédité], 1988).
- Le Roman de Julien Clerc, par Marc Robine, commenté et annoté par Julien Clerc (Paroles et Musique/Seghers, 1988).
- Claude François, Plus vite que la musique, par Guy Floriant (Éd. de l’Araucaria/Le Club des Stars-Seghers, 1988).
- Le Roman de Renaud, par Thierry Séchan (Paroles et Musique/Seghers, 1988).
- Ces stars qui nous gouvernent, de Salah Guemriche (Hidalgo Éditeur/Carrère-Kian, Paris, 1988).
- Tout à la main, Mémoires d’un dernier homme, roman, de Jean-Pierre Andrevon (Hidalgo Éditeur/Carrère-Kian, Paris, 1988).
- Le Roman de Van Gogh, biographie, par Patrick Delaunay (Hidalgo Éditeur/Carrère-Kian, 1988).
- Nougaro, La Voix Royale, par Christian Laborde (Hidalgo Éditeur, 1989).
- Trenet, Le Siècle en liberté, de Richard Cannavo, illustrations de Cabu (Hidalgo Éditeur, 1989).
- Johnny Hallyday, Histoire d’une vie, par Jean-Dominique Brierre et Mathieu Fantoni (Hidalgo Éditeur/Fixot, 1990).
- Au large de la nuit, de Jean-Louis Foulquier, en collaboration avec Didier Varrod (Denoël [directeur d’ouvrage, non crédité], 1990).
- Georges Brassens, Histoire d’une vie, par Marc Robine et Thierry Séchan (Hidalgo Éditeur/Fixot, 1991).
- Grand Jacques, Le Roman de Jacques Brel (Anne Carrière/Chorus-Les Éditions du Verbe, 1998).
- Brel, Brassens, Ferré, Trois hommes dans un salon, par François-René Cristiani et Jean-Pierre Leloir (Fayard/Chorus, 2003).
- Il était une fois la chanson française, des origines à nos jours, de Marc Robine (Fayard/Chorus, 2004).
- « Balades en Nougarie », de Christian Laborde : 1) Nougaro, La voix royale, édition augmentée ; 2) Nougaro, L’Homme aux semelles de swing (Fayard/Chorus, 2004).
- Georges Moustaki, La Ballade du métèque, par Louis-Jean Calvet (Fayard/Chorus, 2005).
- Vivre et chanter en France, tome 1 (1945-1980), de Serge Dillaz (Fayard/Chorus, 2005).
- Hubert-Félix Thiéfaine, Jours d’orage, par Jean Théfaine (Fayard/Chorus, 2005).
- Le Roman de Daniel Balavoine, par Didier Varrod (Fayard/Chorus, 2006).
- Le Monde et cætera, chroniques (1992-2005), d’Yves Simon (Fayard/Chorus, 2006).
- Charles Aznavour ou le destin apprivoisé, par Daniel Pantchenko avec Marc Robine (Fayard/Chorus, 2006).
- Vivre et chanter en France, tome 2 (1981-2006), de Serge Dillaz (Fayard-Chorus, 2007).
- Brassens, Le Regard de Gibraltar, par Jacques Vassal (Fayard/Chorus, 2007).
- Barbara, Portrait en clair-obscur, par Valérie Lehoux (Fayard/Chorus, 2007).
- Gilles Vigneault de Natashquan, par Marc Legras et Gilles Vigneault (Fayard/Chorus, 2008).
- Gainsbourg en dix leçons, par Bertrand Dicale (Fayard/Chorus, 2009).
- Johnny Hallyday, Histoire d'une vie, édition augmentée, par Jean-Dominique Brierre et Mathieu Fantoni (Fayard/Chorus, 2009).
- Jean Ferrat, Je ne chante pas pour passer le temps, par Daniel Pantchenko (Fayard, 2010).
- Les Vies liées de Lavilliers, par Michel Kemper (Flammarion [directeur d’ouvrage, non crédité], 2010).
- Hubert-Félix Thiéfaine, Jours d’orage, édition revue et augmentée, par Jean Théfaine (Fayard, 2011).

## Distinctions

### Membreno1de la «Confrérie de la Maison de la Chanson de Québec»
À l’occasion de la soirée d’inauguration, le 18 octobre 1994 à Québec, de la première « Maison de la Chanson » de l’espace francophone, en présence notamment des principaux artistes et professionnels québécois, du maire de Québec, du Premier Ministre et du ministre de la Culture de la « Belle Province », Fred Hidalgo est invité à recevoir symboliquement la carte de membre no 1 de la Confrérie des amis de la Maison de la Chanson, des mains de Pierre Jobin, ex-agent de Félix Leclerc et directeur du Théâtre du Petit-Champlain, haut lieu de la chanson au Québec, pour « services insignes rendus à la chanson francophone ».

### «Grand Connétable de la San-Antoniaiserie»
Un an avant sa disparition, Frédéric Dard – qui avait conservé intacte et nourri son amitié envers son jeune admirateur des années 1960 – publiait en avril 1999, pour fêter les 50 ans de son héros, un « super-San-Antonio », Ceci est bien une pipe, dans lequel il s’adressait à Fred Hidalgo, « le plus féal de mes féaux », pour le proclamer solennellement « Grand Connétable de la San-Antoniaiserie, titre dont il pourra se parer sa vie durant et orner ses pièces d’identité ».

### Prix «Coup de cœur» de l’Académie Charles-Cros
Le 7 mai 2005, Fred Hidalgo a été distingué par l’Académie Charles-Cros pour son ouvrage Les Chansonniers de la table ronde, consacré au métier de la chanson à travers dix ans de tables rondes exclusives avec Francis Cabrel, Jean-Jacques Goldman, Yves Simon et Alain Souchon. C’est au festival « Alors… Chante ! » de Montauban, qui célébrait sa vingtième édition, que s'est déroulée la cérémonie de remise des prix[réf. nécessaire].

### Chevalier(s) du Mérite, des Arts et des Lettres
Distingués par le président de la République et le ministre de la Culture et de la Communication, pour « honorer leur parcours, action et engagement au service de la Culture », Fred et Mauricette Hidalgo ont été faits chevaliers dans l’ordre national du mérite et dans l’ordre des Arts et des Lettres, respectivement, lors d’une cérémonie réunissant le 29 septembre 2010 au théâtre des Trois Baudets, à Paris, des chanteurs, écrivains, journalistes et représentants du monde de la chanson. C’est Jean-Michel Boris, directeur artistique de L'Olympia pendant plus de quarante ans, qui leur a remis leurs insignes de chevaliers : « Je voudrais tout d’abord noter que ce moment se passe dans un lieu mythique, les Trois Baudets, car on peut faire bien des parallèles entre Jacques Canetti et nos amis Hidalgo. Ils ont chacun à leur manière participé à mettre en évidence notre patrimoine chanson… ».